# Du lịch Thành phố Hồ Chí Minh

## Lịch sử ngành du lịch Thành phố Hồ Chí Minh
- Trước năm 1993: Là một ngành thuộc Sở Thương mại trực thuộc Ủy ban nhân dân Thành phố.
- Từ 1993-2008: Năm 1993, Sở Du lịch được thành lập theo Quyết định số 1282/QĐ-UB-NC ngày 25/8/1993 của Ủy ban nhân dân Thành phố trên cơ sở tách chức năng và nhiệm vụ quản lý Nhà nước về du lịch và dịch vụ du lịch từ Sở Thương mại. Sở Du lịch tồn tại là một sở riêng được 15 năm.
- Từ 2008-2014: Từ năm 2008 được sáp nhập vào Sở Văn hóa, Thể thao và Du lịch, trực thuộc Ủy ban nhân dân Thành phố.
- Từ 2014 - nay: Sở Du lịch trực thuộc Ủy ban nhân dân Thành phố.
- Hiện nay, theo Nghị quyết số 08-NQ/TW ngày 16/01/2017 của Bộ Chính trị, Sở Du lịch sẽ được "thành lập tại các địa phương có điều kiện phát triển du lịch theo nguyên tắc không tăng thêm biên chế".
Thống kê về số lượng khách du lịch và tổng thu du lịch
Thành phố Hồ Chí Minh là địa phương thu hút số lượng du khách lớn nhất Việt Nam. Trong năm 2009, Thành phố Hồ Chí Minh đã đón 2,6 triệu lượt khách quốc tế đến, giảm 7% so với năm 2008, đạt 87% kế hoạch năm 2009 (kế hoạch đề ra là 3 triệu lượt du khách đến thành phố này vào năm 2009). So với mức 3,8 triệu lượt khách quốc tế đến Việt Nam năm 2009
Năm 2009, lượng khách du lịch Việt Nam đi nước ngoài ước tính đạt 780.000 lượt khách. Lượng khác từ Thành phố Hồ Chí Minh và các tỉnh đi nước ngoài qua cửa khẩu sân bay quốc tế Tân Sơn Nhất đã tăng 7% so với năm 2008. Đặc biệt, khách du lịch nội địa do các doanh nghiệp du lịch trên địa bàn Thành phố Hồ Chí Minh phục vụ ước tăng 30% so với năm 2008.
Tổng doanh thu toàn Ngành Du lịch Thành phố Hồ Chí Minh ước tính thực hiện trong năm 2009 là 35.000 tỷ đồng, tăng 13% so với năm 2008, đạt 103% kế hoạch năm 2009.
Năm 2016 Lưu trữ ngày 7 tháng 11 năm 2017 tại Wayback Machine:
- Tỷ trọng doanh thu du lịch trong cơ cấu GRDP của Thành phố: 9,9%
- Khách quốc tế đến Thành phố đạt 5,2 triệu lượt khách, tăng 13,03% so với năm 2015, bằng 51% so với tổng số lượt khách quốc tế đến Việt Nam.
- Khách nội địa đến Thành phố đạt 21,8 triệu lượt khách, tăng 12,95% so với năm 2015, bằng 35,16% so với tổng lượt khách du lịch nội địa của cả nước.
- Tổng doanh thu ngành du lịch(nhà hàng, lưu trú, lữ hành) đạt 103 ngàn tỷ đồng, tăng 9% so với năm 2015, bằng 25,75% so với tổng thu du lịch của cả nước.

## Cơ cấu nguồn khách
Trong đó, 10 thị trường khách hành đầu theo thứ tự là: Hoa Kỳ, Nhật Bản, Đài Loan, Hàn Quốc, Úc, Trung Quốc, Malaysia, Singapore, Pháp, Anh. Về vận chuyển, khách quốc tế đến bằng sân bay Tân Sơn Nhất năm 2009 ước đạt 1,8 triệu lượt, giảm 6% so với năm 2008. Khách quốc tế đến bằng các đường khác ước đạt 800.000 lượt, tăng 20% so với năm 2008. Khách quốc tế đến bằng đường biển ước đạt 130.000 lượt, tăng 10% so với năm 2008. Khách quốc tế đến bằng đường bộ ước đạt 670.000 lượt, tăng 3% so với năm 2008.

## Các điểm tham quan
Du khách đến thành phố có thể tham quan rất nhiều địa điểm độc đáo, mỗi một quận/huyện là một điểm du lịch, vui chơi độc đáo tại thành phố. Có thể kể đến như Địa đạo Củ Chi, Khu dự trữ sinh quyển Cần Giờ, Vườn cò Thủ Đức,  hoặc đài quan sát Saigon SkyDeck ở Bitexco Financial Tower, Landmark 81. Nếu trong dịp Tết thì có thể tham quan Đường hoa Nguyễn Huệ. Các điểm xung quanh trong bán kính 100 km có thể kể đến như: Vũng Tàu, Bình Châu, Long Hải, Vườn quốc gia Cát Tiên.

## Dịch vụ lữ hành
Đến thời điểm tháng 9//2017, Thành phố Hồ Chí Minh có 1.253 doanh nghiệp lữ hành đủ điều kiện kinh doanh (gồm 611 lữ hành quốc tế, 574 lữ hành nội địa, 56 Đại lý lữ hành, 12 Văn phòng Đại diện) và 4.945 hướng dẫn viên du lịch (gồm 2.771 quốc tế và 2.162 nội địa).

## Các cơ sở lưu trú
Tính đến 9/2017, Sở Du lịch đã thẩm định xếp hạng và phối hợp thẩm định xếp hạng cho 2133 cơ sở lưu trú du lịch với 50690 phòng,
Thành phố hiện có 20 khách sạn đạt tiêu chuẩn 5 sao, 20 khách sạn đạt tiêu chuẩn 4 sao trong đó có một số khách sạn đã được tạp chí "Leisure & Traveler" bầu chọn trong nhóm khách sạn tốt nhất thế giới như Khách sạn Caravelle, Khách sạn New World...

## Các khu vui chơi giải trí
Trong các tỉnh thành ở Việt Nam, Thành phố Hồ Chí Minh là nơi tập trung nhiều khu vui chơi giải trí được đầu tư bài bản và có dịch vụ phong phú nhất. Một số công viên giải trí có thể kể đến như: Công viên Đầm Sen, Du lịch Văn hóa Suối Tiên, Công viên nước Đại Thế giới, Công viên Kỳ Hòa và Khu du lịch Bình Quới. Hiện Thành phố đang phối hợp kiểm kê tài nguyên du lịch trên toàn địa bàn Thành phố.